# Johanna Hoobius
Johanna Hoobius (Brouwershaven, 1614 - ca. 1643) was een Nederlands dichteres. Zij schreef Het lof der vrouwen, een lofprijzing op andere vrouwelijke schrijvers uit haar tijd. Het werd na haar dood als een zelfstandig werk uitgegeven.
Zij is tevens een achternichtje van Jacob Cats.